# Chiesa dei Santi Quirico e Giulitta (Tresana)
La chiesa dei Santi Quirico e Giulitta è un edificio di culto cattolico situato nella frazione di Barbarasco, nel comune di Tresana, in provincia di Massa-Carrara. La chiesa è sede della parrocchia omonima del vicariato di Aulla della diocesi di Massa Carrara-Pontremoli.

## Descrizione
La chiesa è posta al margine di un bosco di castagni secolari che è ciò che rimane di un enorme castagneto che seguiva per tutto il suo corso la piana alluvionale del Magra su una sponda e sull'altra. Sul vertice della facciata barocca è posta l'immagine di San Quirico posto dentro una grande pentola di marmo, fra lingue di fiamma. L'immagine fa riferimento alla leggenda del martirio di San Quirico e di sua madre Giulitta.